# 蒋立甫
蒋立甫（1937年11月—2021年3月26日），男，安徽休宁人，中国古代文学研究专家，安徽师范大学文学院教授。

## 生平
1961年毕业于安徽师范大学（原合肥师范学院）中文系，从事中国古代文学的教学和科研工作。曾任安徽师范大学古籍整理研究所所长，安徽省高校古代文学教研会理事长，中国诗经学会常务理事。1995年获全国教育系统劳动模范称号。2021年3月26日6点52分在芜湖逝世。

## 著作
《诗经选注》、《楚辞集注》（点校）、《古文辞类纂评注》、《中国古代文学简史》、《古文观止鉴赏集评》、《戴震全书》（整理、审订）、《文选笺证》（校注）。